# アラーモン
アラーモン（Alarmone、警告物質）は、厳しい環境要因が原因で生産される細胞内シグナル分子である。これらは転写レベルにおいて遺伝子発現を制御する。アラーモンは細菌および植物においてアミノ酸の欠如といった厳しい環境要因が起こった時に高濃度で生産される。厳しい要因は荷を積んでいないtRNAを選び、それをアラーモンへと変換する。GTPが次に原型的なアラーモンである5'-二リン酸 3'-二リン酸グアノシン（ppGpp）へと変換される。ppGppはRNAポリメラーゼβおよびβ' サブユニットへ結合して、プロモーター選好性を変化させる。これはrRNAやその他の遺伝子の転写を減少させるが、欠乏に関わるアミノ酸生合成および代謝に関与する遺伝子の転写を増強させる。